# 短柄毛蕨
短柄毛蕨（学名：Cyclosorus brevipes）为金星蕨科毛蕨属下的一个种。

## 扩展阅读
- 維基物種上的相關：短柄毛蕨